# Porcelia
Porcelia es un género de plantas fanerógamas con 19 especies perteneciente a la familia de las anonáceas. Son nativas de América tropical.

## Descripción
Son árboles con hojas ovadas a lanceoladas, oblongas, casi glabras, con glándulas translúcidas. Flores medianas, bisexuales o polígamas, terminales o enfrente de las hojas, a menudo producidas en la axila, ramillas muy reducidas (flores pseudo-axilares); pedicelos articulados en la base, sin brácteas. Sépalos pequeños. Pétalos im-bricados en capullo y finalmente difundidos ampliamente, todos del mismo tamaño, oblongo-ovadas u obovadas. Estambres numerosos. Monocarpos (a veces muy) grandes, libres, estípitados, elipsoide-cilíndricos, con semillas grandes, reniformes.

## Taxonomía
El género fue descrito por Ruiz & Pav. y publicado en Florae Peruvianae, et Chilensis Prodromus 84, t. 16. 1794.  La especie tipo es:  Porcelia nitidifolia Ruiz & Pav. 

## Especies
| - Porcelia discolor N. A. Murray - Porcelia nitidifolia Ruiz & Pav. - plátano de monte (en Perú) - Porcelia saffordiana Rusby - Porcelia stenopetala Donn. Sm. - Lista completa de especies |